# Cambista

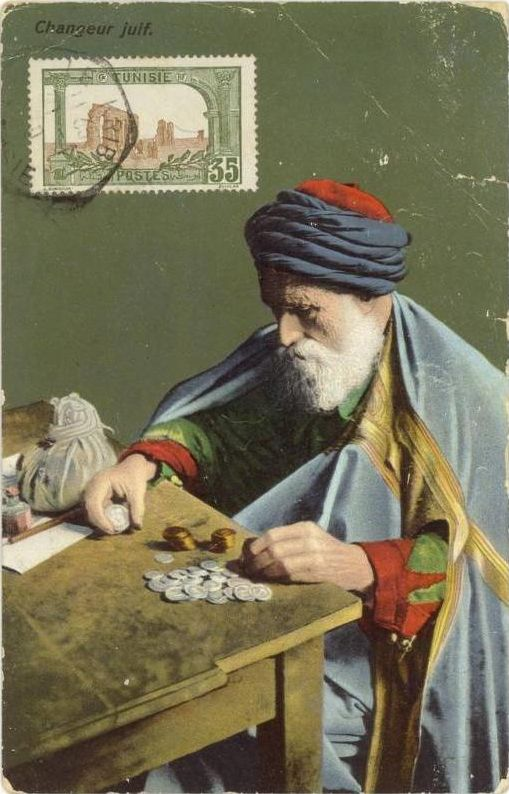

Os cambistas eram, no contexto histórico, aqueles se dedicavam ao câmbio. Nas feiras medievais e nos núcleos urbanos no feudalismo, eles trocavam moedas de vários valores, por uma de valor único (o valor das moedas dependia do metal com que eram produzidas). Eles também podiam fornecer papéis que comprovassem um depósito feito em outro lugar podendo ser retirado pelo depositante em outra localidade, mantendo assim seguro o dinheiro do comerciante. Esses papéis eram chamados de letras de câmbio
Por meio da cobrança de algumas taxas estes cambistas realizavam atividades típicas dos bancos atuais, como empréstimos, câmbio, emissão de títulos e pagamento de dívidas.
Tais cambistas proporcionavam assim maior estabilidade às trocas comerciais, pois livraram os comerciantes do transporte de altos valores, em uma época em que as rotas de comércio ainda não ofereciam segurança aos mercadores.
Com o tempo, os cambistas começaram a ser chamados de banqueiros, porque faziam empréstimos aos comerciantes mediante a cobrança de juros (usura) e criaram o sistema de pagamento em cheque.
A Igreja, durante muito tempo condenou esse tipo de empréstimo, utilizando como argumento frases bíblicas que eram interpretadas como contrárias a essa prática. 
Considerava-se a usura uma atividade ilícita, pois julgava-se que não se tratava de um trabalho verdadeiro, produtor de riqueza, como a agricultura, por exemplo. Até mesmo o comércio era visto com reservas e sua prática não dava prestígio a quem a ele se dedicava. 
Os mercadores tiveram de vencer muitos preconceitos para se firmar socialmente. Difundiu-se nesse período a frase, muitas vezes repetida, de que "Nummus non parit nummus", traduzindo: "Dinheiro não produz dinheiro".
Atualmente, as casas de câmbio se tornaram os cambistas do passado, assumindo a função de trocar moedas.